# Thelocarpon depressellum
Thelocarpon depressellum är en lavart som beskrevs av Edvard(Edward) August Vainio. Thelocarpon depressellum ingår i släktet Thelocarpon, och familjen Thelocarpaceae. Enligt den finländska rödlistan är arten sårbar i Finland. Arten är reproducerande i Sverige. Artens livsmiljö är naturskogar.